# 志免町
志免町（日语：／ Shime machi */?）是位于福岡縣福岡市近郊的一個城鎮，屬於福岡都市圈的一部分。是福岡縣內面積第三小的行政區，人口密度在福岡縣內僅次于春日市，位居第2，在全日本町村中僅次于廣島縣安藝郡府中町位居第二。
由於志免町位於福岡機場「水平表面」限制區內，故此全町均實施嚴格的建築物高度限制，以免阻礙福岡機場的航道。

## 歷史
過去曾經因為煤礦開採而繁榮，雖然在停止開採後人口一度減少，但是因為距離福岡市中心僅8公里的距離，在1965年後，開始成為福岡市的通勤城市，人口並不斷的增加。。

### 年表
- 1889年4月1日：實施町村制，田富村、吉原村、志免村、南里村、別府村、御手洗村合併為志免村。[1]
- 1939年4月17日：改制為志免町。

## 交通

### 鐵路
過去曾有國鐵勝田線通過轄區，但已於1985年停止營運。
- 國鐵
  - 勝田線：御手洗車站 - 上龜山車站 - 志免車站

## 觀光資源
- 志免礦業所遺跡
- 七夕池古墳（國家史跡）
- 綠道、志免町鐵道公園（舊勝田線遺跡）

## 本地出身之名人
- 若杉山豐一：前大相撲力士
- 富田靖子：女演員
- 尾形大作：歌手
- 平井光親：前職業棒球選手
- 岳野龍也：職業棒球

## 外部連結
- （日語） 志免町商工會 （页面存档备份，存于）